# Rubens Florentino Vaz
Rubens Florentino Vaz (Rio de Janeiro, 17 de março de 1922 — 5 de agosto de 1954) foi um militar brasileiro, major da Força Aérea Brasileira (FAB).

## Vida
Filho de Joaquim Florentino Vaz Júnior e de Zilda de Oliveira Vaz, em 1º de abril de 1940 iniciou seu curso na Escola Militar do Exército. No ano seguinte, com a criação do Ministério da Aeronáutica, solicitou transferência para essa arma. foi aluno da Escola de Cadetes da Aeronáutica, no Campo dos Afonsos, no Rio de Janeiro, e concluiu seu curso em 1943. Em 1954 servia na Diretoria de Rotas Aéreas, no Rio de Janeiro, quando se intensificou a oposição ao governo de Getúlio Vargas.
Destacou-se por ser a vítima mortal do atentado da rua Tonelero contra o deputado e jornalista Carlos Lacerda, quando este, retornando de uma palestra, se aproximava do seu apartamento no edifício situado na rua Tonelero, nº. 180. Os tiros disparados feriram o pé de Carlos Lacerda e mataram o major Rubens Vaz. A investigação subsequente indicou como mandante do crime o chefe da segurança pessoal do então Presidente da República, Getúlio Vargas, Gregório Fortunato, alcunhado de "O Anjo Negro". No dia do crime, 5 de agosto, a proteção a Carlos Lacerda deveria ser feita pelo major Gustavo Borges, mas em virtude da necessidade de realizar um voo para completar as horas determinadas aos aviadores, o major Vaz o substituiu naquela noite, fazendo um favor ao colega.
Dezenove dias após o episódio, em 24 de agosto de 1954, Getúlio Vargas suicidou-se.
Rubens Vaz foi promovido post mortem por duas vezes: em 1954 e em 1965. Foi casado com Lígia Figueiredo Vaz, com quem teve quatro filhos.